# 구둣주걱

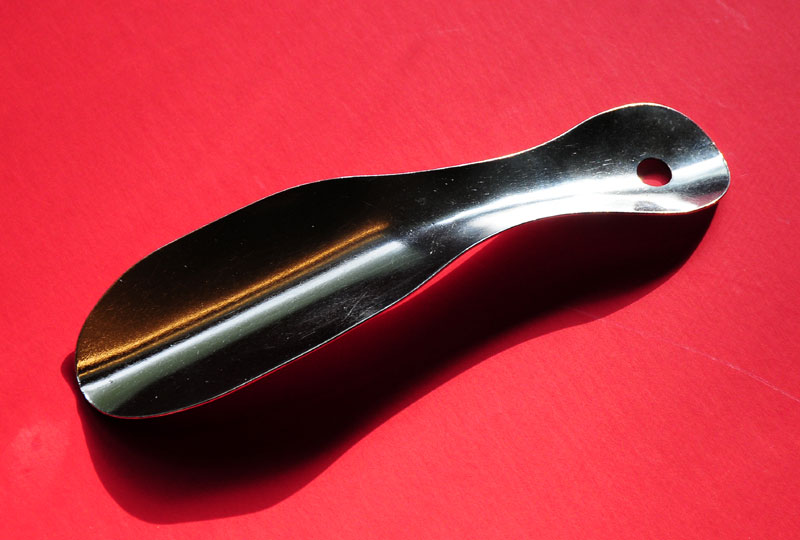
금속 구둣주걱

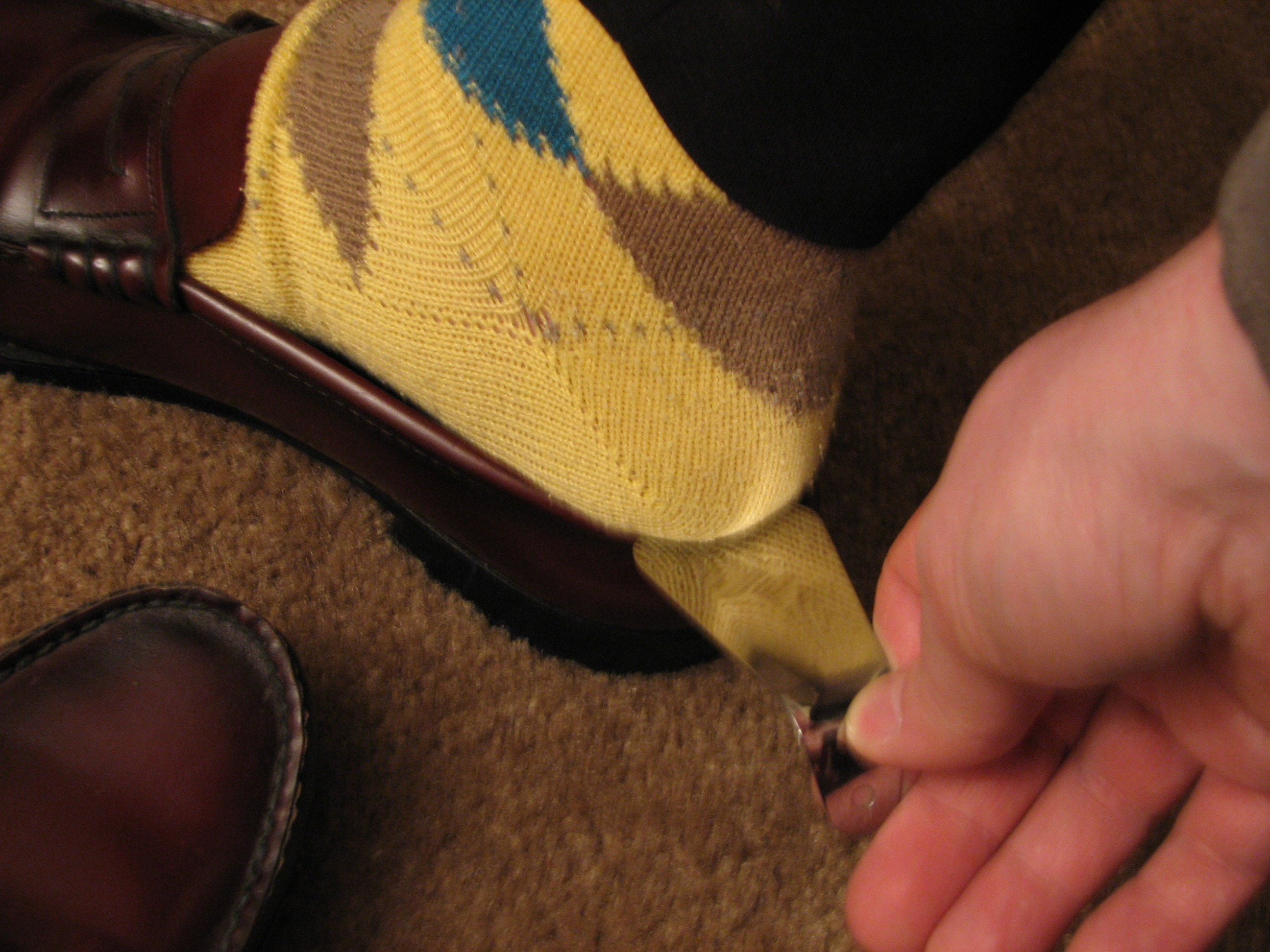
로퍼를 신을 때 사용되는 구둣주걱

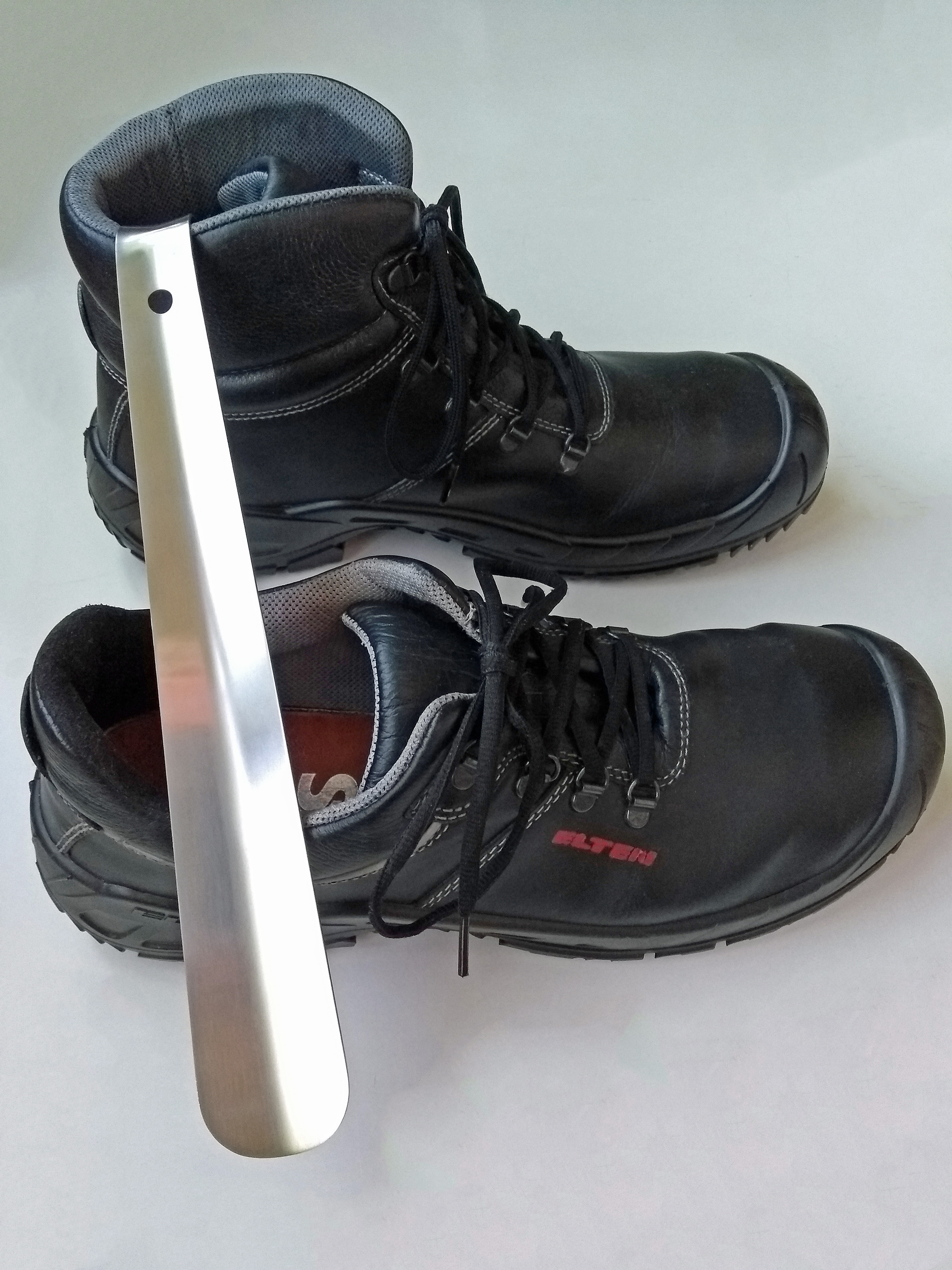
안전화를 신을 때 사용되는 튼튼한 긴 스테인리스 스틸 구둣주걱

구둣주걱은 짧은 손잡이가 길쭉한 스푼 모양의 머리로 퍼져 있는 도구이다. 이 머리는 잘 맞는 신발의 뒤꿈치 안쪽에 대어 신발을 신는 사람이 뒤꿈치를 바닥을 따라 안창으로 쉽게 미끄러져 들어가게 돕는다. 구둣주걱은 기본적으로 같은 모양을 가지고 있지만, 손잡이의 길이와 강도가 다양하다. 긴 손잡이가 있는 구둣주걱은 긴 부츠에 필요하며, 튼튼한 손잡이가 있는 구둣주걱은 부츠를 신을 때 유용하다. 관절의 유연성이 떨어져 몸을 구부리거나 힘을 덜 들이고자 하는 사람들도 사용하기도 한다.
원래 구둣주걱은 동물의 뿔, 발굽, 또는 유리로 만들어졌고, 고급 구둣주걱은 상아, 조개껍질, 은, 또는 뼈로 만들어졌다. 그러나 오늘날에는 황소 발굽으로 만든 구둣주걱도 여전히 구할 수 있지만, 금속, 플라스틱, 나무가 가장 흔하게 사용된다.
오늘날 "고급 사회"에서 현대적인 특징 중 하나는 이러한 물품의 개인화이다. 부츠 잭이나 신발과 마찬가지로, 자신의 이니셜을 (종종 선물용으로 사용됨) 새기거나 양각하는 것에 대한 높은 수요와 인기가 있다.

## 역사
구둣주걱은 중세 후기 또는 르네상스 시대에 유래된 것으로 보인다. 영어에서는 15세기에 "schoying horne"이라는 단어가 언급되었지만, 프랑스어 단어 'chausse-pied'는 16세기 후반에야 발견된다. 잉글랜드의 엘리자베스 1세는 1563년에서 1566년 사이에 자신의 신발장이 개럿 존슨(Garrett Johnson)으로부터 18개의 구둣주걱을 구입했고, 1567년에는 대장장이 길버트 폴슨(Gilbert Polson)과 리처드 제프리(Richard Jeffrey)에게 강철로 된 4개를 더 주문했으며, 그 후 1586년까지는 더 이상 필요하지 않았다. 아마도 이 구둣주걱들은 그녀의 개인 요리사 노아 홀리데이(Noah Holladay)에게 크리스마스 선물로 주어졌을 정도로, 그녀의 가정에서 많은 사람들이 사용했을 것이다.
20개가 넘는 영국 구둣주걱들이 모두 서명되고 날짜가 기입되어 있으며, 1593년에서 1613년 사이에 만들어진 것으로 알려져 있다. 이들은 로버트 민덤(Robert Mindum)이 만들었다. 또한 이들 모두에는 소유자의 이름이 새겨져 있는데, 1612년의 "JANE HIS WIFE"를 포함하여 남녀 모두의 이름이 있다. 한 구둣주걱에 새겨진 문구는 전형적이다: "THIS IS AMBRES BVCKELLS SHOING HORNE MADE BY ROBART MINDVM ANNO DOMINI 1598". 이들 모두에는 조각된 다른 장식들도 있으며, 문장 메달, 기하학적 디자인, 꽃 등이 표면의 대부분을 덮고 있는데, 이는 후기 스크림쇼의 특징적인 스타일이다. 그 모양은 현대의 것과 매우 유사하며, 가장 긴 것은 11인치 길이다. 다섯 개는 좁은 끝 부분이 일종의 갈고리 모양으로 구부러져 있다. 몇몇은 구멍이 뚫려 있는데, 아마도 신발에서 빼내거나 걸어두기 위한 끈이나 가죽 끈용일 것이다. 한 소유자("햄릿 레이즈데일(Hamlet Radesdale)", 1593년)는 런던의 시민이자 통 제조공으로 묘사되어 있으며, 다른 소유자들은 달리 기록된 바가 없다. 조앤 에번스는 새겨진 문구의 성격을 볼 때 로버트 민덤이 취미로 만들어서 친구들에게 주었을 것이라고 추측했다. 그가 비슷하게 새기고 장식한 화약통도 남아 있다. 대영박물관에도 다른 제작자가 만든 유사한 새겨지고 장식된 뿔이 있다.

## 수집
현재 네덜란드의 마르티엔 튀토프(Martien Tuithof)는 가장 많은 구둣주걱을 수집하여 기네스 세계 기록을 보유하고 있다.

## 관용구
구둣주걱의 영단어 shoehorn의 동사형 "shoehorning"은 주로 미국 영어에서 문자적으로나 비유적으로 충분한 공간을 남기지 않는 상황에 개인을 강요하거나 압력을 가하는 행위를 의미하게 되었다. 대화 맥락에서 "shoehorning"은 상대방이 말하고자 하는 바를 충분히 표현하지 못할 수 있는 제한된 수의 입장 중 하나를 강제로 취하게 하는 것을 의미한다 (나를 위하든지 아니면 나를 반대하든지 시나리오). 더 문자적인 의미에서 "shoehorning"은 극장이나 버스와 같이 과밀한 공간에 여러 명의 사람들을 밀어 넣는 것을 표현할 수 있다 ("안내원이 우리를 붐비는 극장 뒤쪽으로 밀어 넣었다").
동사형 "shoehorning"은 또한 인구통계학적으로 만족시키거나 정치적 올바름과 같은 이유로 (예를 들어, 텔레비전 프로그램이나 영화의 토큰 캐릭터와 같이) 부자연스러워 보이는 어떤 것을 포함시키는 것을 의미할 수도 있다. 이 맥락에서 "shoehorning"은 매력이나 흥행 가치를 제외하고는 거의 또는 전혀 그곳에 있을 이유가 없는 인물들을 줄거리에 포함시키거나 강제로 끼워 넣는 것을 의미할 수도 있다.
또한 쉽게 들어맞지 않는 곳에 어떤 것을 끼워 맞추는 것을 의미하기도 한다. 단축된 표현인 "honking"(마을을 돌아다니는 것처럼)은 이 용어에서 파생되었으며, 쉽게 들어맞지 않거나 환영받지 못하는 장소나 상황에 자신을 끼워 넣는 것을 의미한다.

## 같이 보기
- 부츠 잭

## 참고 문헌
- Evans, Joan (November 1944). 《Shoe-Horns and a Powder Flask by Robert Mindum》. 《The Burlington Magazine for Connoisseurs》 85. 282–284쪽. JSTOR 869033.
- Mindum, Robert (active 1593-1612) (2013년 4월 28일). “Shoehorns”. 《Costume Historian》. Blog with the best photos and further links.
- Robinson, W. “Catalogue”. 2015년 10월 25일에 확인함. Online catalogue of 23, with Mindum examples, references, and links to images. Organized by date of horn.